# BNK시스템
BNK시스템은 BNK금융지주의 자회사이다. 부산에 위치한 IT기업이다.